# Into the Fire (Dokken)
Into the Fire è una canzone del gruppo musicale statunitense Dokken, estratta come primo singolo dal loro secondo album Tooth and Nail nel 1984. Il videoclip del brano permise alla band di ottenere il suo primo successo negli Stati Uniti, spingendo il singolo a raggiungere la posizione numero 21 della Mainstream Rock Songs.
Negli anni è diventato uno dei pezzi più rappresentativi dei Dokken, tanto da essere inserito nel film Nightmare 3 - I guerrieri del sogno nel 1987. La canzone è stata inoltre più volte ripresa dai Lynch Mob del chitarrista George Lynch.

## Tracce
7" Single  A|B Elektra P-1924
1. Into the Fire – 4:27
2. Bullets to Spare – 3:35

## Classifiche
| Classifica (1984)             | Posizione massima |
| ----------------------------- | ----------------- |
| Stati Uniti (mainstream rock) | 21                |